# Circuit Bremgarten
Circuit Bremgarten – dawny tor wyścigowy położony w Bremgarten bei Bern pod Bernem w Szwajcarii, na którym odbywały się wyścigi o Motocyklowe Grand Prix Szwajcarii oraz o Grand Prix Szwajcarii Formuły 1.
Bremgarten został zbudowany jako tor motocyklowy w 1931 roku w lasach na północ od Berna. Długość jednego okrążenia wynosiła 7,28 kilometra, a pętla toru posiadała 13 w większości bardzo szybkich zakrętów i nie miała praktycznie żadnego dłuższego prostego odcinka. Ograniczona przez drzewa widoczność i zmienny rodzaj nawierzchni sprawiały, że tor był bardzo niebezpieczny, szczególnie przy deszczowej pogodzie.
Pierwsze samochodowe Grand Prix odbyło się tu w 1934 roku, a w latach 1950-1954 była to jedna z eliminacji Formuły 1. Od 1955 roku, w następstwie katastrofy podczas 24-godzinnego wyścigu Le Mans, na torze nie odbyła się już żadna oficjalna impreza wyścigowa.

## ZwycięzcyGrand Prix Szwajcarii Formuły 1na torze Bremgarten
| Sezon | Kierowca           | Zespół        |        |
| ----- | ------------------ | ------------- | ------ |
| 1950  | Giuseppe Farina    | Alfa Romeo    | Wyniki |
| 1951  | Juan Manuel Fangio | Alfa Romeo    | Wyniki |
| 1952  | Piero Taruffi      | Ferrari       | Wyniki |
| 1953  | Alberto Ascari     | Ferrari       | Wyniki |
| 1954  | Juan Manuel Fangio | Mercedes-Benz | Wyniki |